# Expressionsklonierung
Die Expressionsklonierung umfasst in der Genetik Methoden zur Identifikation unbekannter Gene anhand einer Eigenschaft oder Funktion der von ihnen exprimierten Proteine. Mittels Klonierung wird zuerst eine Genbibliothek in Vektoren generiert, die die Expression der DNA erlauben. Dabei codiert jeder Klon für maximal ein Protein. Diese Expressionsbibliothek wird nach einem Merkmal eines bestimmten Proteins, oder einer Gruppe von Proteinen abgesucht. Dieses Herausfiltern oder Suchen wird als Screening bezeichnet. Die so isolierten Klone werden dann weiter charakterisiert.

## Prinzip
In den meisten Fällen werden cDNAs untersucht und auf der Basis der Eigenschaften des von ihnen codierten Proteins isoliert. Zu diesem Zweck werden cDNAs von der mRNA des Organismus, des Gewebes, des Zelltyps, bzw. des Entwicklungsstadiums generiert, die die Isolierung der gewünschten cDNA wahrscheinlich machen, und in die Klonierungsstelle eines Expressionsvektors ligiert. 
So entdeckten David Julius und Mitarbeiter durch die Expression von cDNA aus Spinalganglienzellen in HEK-Zellen den Capsaicin-Rezeptor, der die Antwort des Körpers auf unterschiedliche Reize wie Temperatur, Entzündung und andere Formen der Schädigung von Gewebe vermittelt. Hierzu wurde der durch Capsaicin verursachte Kalziumeinstrom in sukzessive immer kleineren Pools nachgewiesen, bis ein einziger Klon, in diesem Fall die cDNA für den der TRPV1-Kanal, die Funktion vermittelte.
Eine weitere Methode setzt Pools von cDNA-Klonen in Vektoren ein, die eine in vitro-Transkription mit RNA-Polymerasen aus Bakteriophagen, wie der T7-RNA-Polymerase, erlauben. Die RNAs werden nach Injektion in Oocyten des Krallenfrosches Xenopus laevis translatiert. Die Oocyten werden auf Anwesenheit des gesuchten Proteins, z. B. einem Ionenkanal oder einem G-Protein-gekoppelten Rezeptors hin untersucht. Die positiven Pools werden in Subpools aufgetrennt, bis genau eine RNA den gewünschten Effekt hervorruft. Ein Beispiel für diese Strategie ist die Klonierung des ATP-Rezeptors.
Viele der heute bekannten cDNAs wurden mittels des Bakteriophagen Lambda gt11-Expressionssystems charakterisiert. Der Bakteriophage Lambda erlaubt eine sehr dichte Ausplattierung auf einem E. coli-Bakterienrasen. Jeder Plaque entspricht einem Klon, der nach Induktion ein β-Galactosidase-Fusionsprotein generiert. Der Nachweis der Proteine gelingt nach Übertragung des Phagens auf einen Membranfilter (häufig Nitrocellulose), z. B. mittels eines Antikörpers gegen das zu untersuchende Protein oder, im Falle von Transkriptionsfaktoren, mit einer radioaktiv markierten doppelsträngigen DNA.
Auch das Hefe-Zwei-Hybrid-System, das Hefe-Ein-Hybrid-System und das Phagen-Display werden zur Expressionsklonierung genutzt.